# Nkoulou
Cet article concerne le village camerounais. Pour le footballeur, voir Nicolas Nkoulou.
Nkoulou est une banlieue de Yaoundé située dans la commune de Nkolafamba, région du Centre au Cameroun. On y accède par la route qui lie Mehadan II à Nkongoa.

## Population et développement
En 1965, la population de Nkoulou était de 164 habitants. La population de Nkoulou était de 345 habitants dont 160 hommes et 185 femmes, lors du recensement de 2005. Ce sont principalement des Bané.